# 1974年のオールスターゲーム (日本プロ野球)
1974年のオールスターゲームは、1974年7月に行われた日本プロ野球のオールスターゲーム。

## 概要
前年、貫禄の日本シリーズ9連覇を達成した読売ジャイアンツの川上哲治監督が全セ（オールセントラル・リーグ）を率い、選手兼任監督としてパ・リーグを制覇した南海ホークスの野村克也監督が全パ（オールパシフィック・リーグ）を率いた。
前年秋の第4次中東戦争以降、原油価格の高騰により全世界に巻き起こったオイルショックの影響はプロ野球界も及んだ。そのひとつが電力使用制限で延長短縮などの措置に加え、19:00だったナイトゲーム試合開始時刻がこの年から18:00/18:30に早められた。オールスターも例外ではなく、18:30（場合によっては18:00）試合開始に改められた。
全セ監督・川上にとっては現役・監督として最後のオールスターゲームになった。対する全パ監督の野村は、選手兼任監督の球宴出場で20年ぶり2人目の快挙であった。また、全パのコーチはロッテオリオンズからも選ばれてはいたが、同球団監督の金田正一ではなく同球団コーチの土屋弘光が出場した。
本シリーズは第1戦が7月20日、第2戦が7月21日の予定だったが、第1戦は雨天中止になり、2戦とも1日ずれての試合になった。

## 選出選手
| セントラル・リーグ | セントラル・リーグ | セントラル・リーグ | セントラル・リーグ | パシフィック・リーグ | パシフィック・リーグ | パシフィック・リーグ | パシフィック・リーグ |
| ------------------ | ------------------ | ------------------ | ------------------ | -------------------- | -------------------- | -------------------- | -------------------- |
| 監督               | 川上哲治           | 巨人               |                    | 監督                 | 野村克也             | 南海                 |                      |
| コーチ             | 金田正泰           | 阪神               |                    | コーチ               | 上田利治             | 阪急                 |                      |
| コーチ             | 与那嶺要           | 中日               |                    | コーチ               | 土屋弘光             | ロッテ               |                      |
| 投手               | 堀内恒夫           | 巨人               | 8                  | 投手                 | 太田幸司             | 近鉄                 | 5                    |
| 投手               | 関本四十四         | 巨人               | 初                 | 投手                 | 江本孟紀             | 南海                 | 2                    |
| 投手               | 江夏豊             | 阪神               | 8                  | 投手                 | 山内新一             | 南海                 | 2                    |
| 投手               | 古沢憲司           | 阪神               | 初                 | 投手                 | 山田久志             | 阪急                 | 3                    |
| 投手               | 星野仙一           | 中日               | 2                  | 投手                 | 木樽正明             | ロッテ               | 5                    |
| 投手               | 松本幸行           | 中日               | 2                  | 投手                 | 村田兆治             | ロッテ               | 2                    |
| 投手               | 松岡弘             | ヤクルト           | 4                  | 投手                 | 加藤初               | 太平洋               | 3                    |
| 投手               | 浅野啓司           | ヤクルト           | 2                  | 投手                 | 新美敏               | 日本ハム             | 初                   |
| 投手               | 平松政次           | 大洋               | 6                  | 投手                 | 神部年男             | 近鉄                 | 2                    |
| 投手               | 外木場義郎         | 広島               | 5                  |                      |                      |                      |                      |
| 投手               | 金城基泰           | 広島               | 初                 |                      |                      |                      |                      |
| 捕手               | 田淵幸一           | 阪神               | 6                  | 捕手                 | 野村克也             | 南海                 | 18                   |
| 捕手               | 木俣達彦           | 中日               | 4                  | 捕手                 | 中沢伸二             | 阪急                 | 初                   |
| 捕手               | 大矢明彦           | ヤクルト           | 3                  | 捕手                 | 村上公康             | ロッテ               | 2                    |
| 一塁手             | 王貞治             | 巨人               | 15                 | 一塁手               | 加藤秀司             | 阪急                 | 3                    |
| 二塁手             | 三村敏之           | 広島               | 3                  | 二塁手               | 山崎裕之             | ロッテ               | 5                    |
| 三塁手             | 長嶋茂雄           | 巨人               | 17                 | 三塁手               | 有藤通世             | ロッテ               | 5                    |
| 遊撃手             | 山下大輔           | 大洋               | 初                 | 遊撃手               | 千田啓介             | ロッテ               | 2                    |
| 内野手             | 藤田平             | 阪神               | 6                  | 内野手               | 大杉勝男             | 日本ハム             | 6                    |
| 内野手             | シピン             | 大洋               | 3                  | 内野手               | 桜井輝秀             | 南海                 | 2                    |
| 内野手             | 松原誠             | 大洋               | 8                  | 内野手               | 羽田耕一             | 近鉄                 | 初                   |
| 内野手             | 衣笠祥雄           | 広島               | 2                  | 内野手               | 高井保弘             | 阪急                 | 初                   |
| 外野手             | 山本浩司           | 広島               | 2                  | 外野手               | 福本豊               | 阪急                 | 4                    |
| 外野手             | 柴田勲             | 巨人               | 10                 | 外野手               | 長池徳二             | 阪急                 | 8                    |
| 外野手             | 末次利光           | 巨人               | 3                  | 外野手               | アルトマン           | ロッテ               | 5                    |
| 外野手             | テーラー           | 阪神               | 初                 | 外野手               | 弘田澄男             | ロッテ               | 初                   |
| 外野手             | 若松勉             | ヤクルト           | 3                  | 外野手               | ビュフォード         | 太平洋               | 2                    |
| 外野手             | 中塚政幸           | 大洋               | 2                  | 外野手               | 張本勲               | 日本ハム             | 15                   |
|                    |                    |                    |                    | 外野手               | 土井正博             | 近鉄                 | 11                   |
|                    |                    |                    |                    | 外野手               | 小川亨               | 近鉄                 | 初                   |

- 太字はファン投票で選ばれた選手。

## 試合結果

### 第1戦
|      | 1 | 2 | 3 | 4 | 5 | 6 | 7 | 8 | 9  | R | H | E |
| ---- | - | - | - | - | - | - | - | - | -- | - | - | - |
| 全セ | 1 | 0 | 1 | 0 | 0 | 0 | 0 | 0 | 0  | 2 | 6 | 0 |
| 全パ | 0 | 0 | 1 | 0 | 0 | 0 | 0 | 0 | 2X | 3 | 9 | 0 |

1. セ：堀内（巨）、平松（洋）、●松岡（ヤ）－田淵（神）
2. パ：木樽（ロ）、新美（日）、村田（ロ）、○山田（急）－村上（ロ）、中沢（急）、野村（南）
3. 勝利：山田（1勝）
4. 敗戦：松岡（1敗）
5. 本塁打
パ：高井（急）1号（サヨナラ2ラン・松岡）
6. 審判
［球審］露崎（パ）
［塁審］岡田和（セ）・久喜（パ）・丸山（セ）
［外審］中川透（パ）・柏木（セ）
7. 試合時間：2時間13分

#### オーダー
| セントラル | セントラル | セントラル |
| 打順       | 守備       | 選手       |
| ---------- | ---------- | ---------- |
| 1          | [三]       | 長嶋茂雄   |
| 2          | [左]       | 若松勉     |
| 3          | [捕]       | 田淵幸一   |
| 4          | [一]       | 王貞治     |
| 5          | [二]       | シピン     |
| 6          | [遊]       | 藤田平     |
| 7          | [中]       | 柴田勲     |
| 8          | [右]       | 山本浩二   |
| 9          | [投]       | 堀内恒夫   |

| パシフィック | パシフィック | パシフィック |
| 打順         | 守備         | 選手         |
| ------------ | ------------ | ------------ |
| 1            | [中]         | 福本豊       |
| 2            | [三]         | ビュフォード |
| 3            | [左]         | 張本勲       |
| 4            | [右]         | 長池徳二     |
| 5            | [一]         | 大杉勝男     |
| 6            | [遊]         | 有藤通世     |
| 7            | [二]         | 山崎裕之     |
| 8            | [捕]         | 村上公康     |
| 9            | [投]         | 木樽正明     |

セが王貞治が挙げた2点でリードし、1点差で迎えた9回裏、パは土井正博（近鉄）が途中からサードを守っていたルーキーの山下大輔（大洋）を強襲する安打で出塁し、パの監督を務めた野村克也は代打にこの年6月28日に代打の日本新記録を更新した高井保弘（阪急）を送った。高井は、セの投手の松岡弘（ヤクルト）の2球目を左中間スタンドにオールスターゲーム史上初の代打逆転サヨナラホームランを放ち、パが勝利し高井がMVPに選ばれている。

### 第2戦
|      | 1 | 2 | 3 | 4 | 5 | 6 | 7 | 8 | 9 | R | H  | E |
| ---- | - | - | - | - | - | - | - | - | - | - | -- | - |
| 全セ | 0 | 0 | 0 | 3 | 0 | 0 | 0 | 0 | 0 | 3 | 10 | 1 |
| 全パ | 0 | 0 | 0 | 2 | 0 | 2 | 2 | 0 | X | 6 | 8  | 0 |

1. セ：江夏（神）、古沢（神）、●松本幸（中）、星野仙（中）－田淵
2. パ：江本（南）、神部（近）、○太田（近）、山田－中沢、村上、野村
3. 勝利：太田（1勝）
4. 敗戦：松本幸（1敗）
5. 本塁打
セ：長嶋（巨）1号（3ラン・神部）
パ：福本（急）1号（ソロ・星野仙）、ビュフォード（太）1号（ソロ・星野仙）
6. 審判
［球審］竹元（セ）
［塁審］中川透（パ）・丸山（セ）・久喜（パ）
［外審］柏木（セ）・吉田（パ）
7. 試合時間：2時間2分

#### オーダー
| セントラル | セントラル | セントラル |
| 打順       | 守備       | 選手       |
| ---------- | ---------- | ---------- |
| 1          | [遊]       | 藤田平     |
| 2          | [左]       | 若松勉     |
| 3          | [捕]       | 田淵幸一   |
| 4          | [一]       | 王貞治     |
| 5          | [三]       | 長嶋茂雄   |
| 6          | [右]       | 山本浩二   |
| 7          | [中]       | 柴田勲     |
| 8          | [二]       | 三村敏之   |
| 9          | [投]       | 江夏豊     |

| パシフィック | パシフィック | パシフィック |
| 打順         | 守備         | 選手         |
| ------------ | ------------ | ------------ |
| 1            | [中]         | 福本豊       |
| 2            | [二]         | 桜井輝秀     |
| 3            | [一]         | 加藤秀司     |
| 4            | [右]         | 長池徳二     |
| 5            | [左]         | 土井正博     |
| 6            | [遊]         | 有藤通世     |
| 7            | [三]         | 羽田耕一     |
| 8            | [捕]         | 中沢伸二     |
| 9            | [投]         | 江本孟紀     |

### 第3戦
|      | 1 | 2 | 3 | 4 | 5 | 6 | 7 | 8 | 9 | R | H | E |
| ---- | - | - | - | - | - | - | - | - | - | - | - | - |
| 全パ | 0 | 0 | 0 | 0 | 0 | 0 | 0 | 1 | 0 | 1 | 6 | 1 |
| 全セ | 0 | 0 | 0 | 0 | 0 | 0 | 0 | 0 | 0 | 0 | 4 | 2 |

1. パ：加藤初（太）、山内新（南）、○新美、S村田－村上
2. セ：金城（広）、浅野（ヤ）、関本（巨）、●外木場（広）－田淵、大矢（ヤ）
3. 勝利：新美（1勝）
4. セーブ：村田 (1S)
5. 敗戦：外木場（1敗）
6. 審判
［球審］吉田（パ）
［塁審］柏木（セ）・中川透（パ）・岡田和（セ）
［外審］露崎（パ）・竹元（セ）
7. 試合時間：2時間14分

#### オーダー
| パシフィック | パシフィック | パシフィック |
| 打順         | 守備         | 選手         |
| ------------ | ------------ | ------------ |
| 1            | [中]         | 小川亨       |
| 2            | [三]         | ビュフォード |
| 3            | [一]         | 加藤秀司     |
| 4            | [左]         | アルトマン   |
| 5            | [右]         | 張本勲       |
| 6            | [遊]         | 有藤通世     |
| 7            | [二]         | 桜井輝秀     |
| 8            | [捕]         | 村上公康     |
| 9            | [投]         | 加藤初       |

| セントラル | セントラル | セントラル |
| 打順       | 守備       | 選手       |
| ---------- | ---------- | ---------- |
| 1          | [左]       | 若松勉     |
| 2          | [中]       | 山本浩二   |
| 3          | [捕]       | 田淵幸一   |
| 4          | [一]       | 王貞治     |
| 5          | [右]       | 衣笠祥雄   |
| 6          | [遊]       | 藤田平     |
| 7          | [三]       | 松原誠     |
| 8          | [二]       | 三村敏之   |
| 9          | [投]       | 金城基泰   |

## テレビ・ラジオ中継

### テレビ中継
- 第1戦:7月21日（日曜日）
  - NHK総合 実況：岡田実 解説：鶴岡一人 ゲスト解説：山内一弘（巨人コーチ）
  - 日本テレビ 実況：越智正典 解説：青田昇 ゲスト解説：土井正三（巨人）

日本ハム主管ながら、NETテレビでなく日本テレビでの放送となったのは、この当時、NETが日本ハム主催ゲームの放映権をほとんど行使せず、日本テレビ・フジテレビ・東京12チャンネルに譲渡していたため。また当初予定されていた土曜日には、19:30に人気特撮番組『昭和仮面ライダーシリーズ』（毎日放送制作。当時は『仮面ライダーX』）が編成されていたため。
放送枠は7月20日の予定では19:00 - 20:55だったが、雨天中止により1日ずれ、更に日曜ニュース枠が18:00開始の『NNN日曜夕刊』になっているために、18:30 - 20:55に拡大、これにより、18:30の『NOWヒットパレード』、19:00の『全日本歌謡選手権』（よみうりテレビ制作）、19:30の『侍ジャイアンツ』（よみうりテレビ制作）、20:00の『われら青春!』の4本が休止になった。なお日曜18:30枠番組は、1972年まで『光子の窓』や『シャボン玉ホリデー』（因みに1973年はドキュメンタリー『ナブ号の世界動物探検』）といった人気番組が編成されており、開始時刻が早まったとはいえ、日曜18:30枠番組が休止になったのは初である。
- 第2戦:7月22日（月曜日）
  - 朝日放送≪TBS系列≫ 実況：植草貞夫 解説：皆川睦雄 ゲスト解説：水原茂、西本幸雄（近鉄監督）

通常、西宮球場からの中継は主管球団の阪急本体の資本が入った関西テレビ≪フジ系列≫に放映権が与えられるが、この試合に関しては当時TBS系列の朝日放送（と結果的に返上となったが日本テレビ系列のよみうりテレビも）が放映権を獲得した。これは、当初予定されていた前日である関西テレビの日曜には、19:00に『マジンガーZ』、19:30に『カルピスまんが劇場・アルプスの少女ハイジ』、20:00に『オールスター家族対抗歌合戦』といった、フジテレビ制作の人気番組がネットされていたため。
朝日放送は、翌1975年3月31日付けでNETテレビ系列へネットチェンジしたため、TBS系列として最後のオールスター戦中継となった。
放送枠は19:00 - 20:55で、19:00の『YKKアワー キックボクシング中継』、19:30の『ブラザー劇場・若い!先生』、20:00の『ナショナル劇場・水戸黄門・第5部』の3本が休止。移動日である月曜放送の『キックボクシング中継』・『ブラザー劇場』・『ナショナル劇場』の休止は非常に珍しく、『水戸黄門』に至っては、1969年8月の開始以来5年目にして初の休止となった。
当初予定されていた21日には、TBS系列とよみうりテレビ（日本テレビ系列）の並列が予定されていた（実況：佐藤忠功 解説：村山実 ゲスト解説：谷沢健一（中日）、足立光宏（阪急））。こちらはTBS系列と異なり、雨天中止時の順延をせず放送権を返上し、『ほんものは誰だ!』『紅白歌のベストテン』など通常番組を優先した（出典：産経新聞・毎日新聞各岡山版、1974年7月21日、テレビ欄より。岡山版では同日の番組表で雨天順延が反映されていなかった）。
- 第3戦：7月23日（火曜日）
  - 日本テレビ（制作協力：広島ホームテレビ） 実況：浅見源司郎 解説：別当薫、村山実 ゲスト解説：山本一義（広島）
  - 広島テレビ≪フジテレビ系列≫ 実況：小森山国夫 解説：吉田義男、土井淳 ゲスト解説：森永勝也（広島監督）

本来、広島ホームテレビはNET（現・テレビ朝日）系列（ANN）であるが、広島テレビが1975年9月30日まで日本テレビ系列（NNN/NNS）とフジテレビ系列（FNN/FNS）のクロスネットだったためにこのような放送形態となった（当該日はHTVがフジ系の番組を送り、UHTは19:00からNET系、19:30から日テレ系の放送を行う曜日だった）。10月1日にフジ系列のテレビ新広島が開局し、広島テレビは日テレ系列におさまった。
広島ホームテレビでは、『明色スターゲーム合戦』（毎日放送）を同時ネットした関係で、19:30からの飛び乗りとなった（出典・中国新聞、1974年7月23日、テレビ欄）。

### ラジオ中継
- 第1戦:7月21日
  - NHKラジオ第1 解説：小西得郎、加藤進
  - TBSラジオ（JRN） 解説：水原茂 ゲスト解説：稲尾和久（太平洋監督）
  - 文化放送（NRN） 解説：別所毅彦
  - ニッポン放送 解説：土井淳、関根潤三 ゲスト：はかま満緒
  - ラジオ関東（現・ラジオ日本） 解説：千葉茂、大沢啓二、河村保彦
- 第2戦:7月22日
  - NHKラジオ第1 解説：小西得郎、鶴岡一人
  - ニッポン放送（朝日放送製作）解説：根本陸夫、花井悠
  - ラジオ関東 解説：大沢啓二、笠原和夫
  - 毎日放送（NRN） 解説：榎原好、永井正義
- 第3戦:7月23日
  - NHKラジオ第1 実況：久保田順三　解説：小西得郎、加藤進
  - TBSラジオ（JRN、中国放送裏送り） 実況：角井康　解説：田宮謙次郎、横溝桂
  - ニッポン放送（NRN／中国放送製作） 実況：上野隆紘　解説：金山次郎 ゲスト解説：古葉竹識（広島コーチ）
  - ラジオ関東 解説：大沢啓二